# Karl Martell (Schauspieler)
Karl Hermann Martell (* 17. November 1896 in Tilsit; † 28. Dezember 1966 in Hamburg) war ein deutscher Schauspieler und Regisseur vom Dokumentarfilmen.

## Leben
Martell hatte in Königsberg/Pr. in einer Tabakhandlung gearbeitet, anschließend eine Ausbildung in Theaterkunde und Musik erhalten und während des Ersten Weltkriegs als Offizier gedient. Nach Kriegsende entschied er sich mit Beginn der 1920er Jahre für die Schauspieler-Laufbahn und kam über Theaterstationen in Königsberg, Frankfurt/O. und Leipzig nach Berlin. Mit seinem Zaren in der Lortzing-Oper Zar und Zimmermann erzielte Karl Martell einen seiner ersten großen Erfolge. Im Alter von 24 Jahren gab Karl Martell 1920 sein Filmdebüt in Das große Geheimnis, es folgten die Filme Die goldene Pest und Das goldene Haar. In den 1930ern war er regelmäßig vor der Kamera zu sehen und wurde ein bekannter Schauspieler, hauptsächlich als Nebendarsteller. Er spielte viermal mit Zarah Leander zusammen und galt eine Zeit lang als ihr idealer Schauspielpartner.
Zu seinen bekanntesten Filmen der 1930er Jahre gehören La Habanera, Der Spieler und Frauen für Golden Hill. Während des Zweiten Weltkriegs entstanden die Filme Alarm, Ohm Krüger, Damals und Das alte Lied. Nach dem Ende des Kriegs wirkte Martell nur noch in den Filmen Herzen im Sturm, Sterne über Colombo, Die Gefangene des Maharadscha und Der blaue Nachtfalter mit, ehe er sich aus dem Filmgeschäft zurückzog.
Ab Anfang der 1950er Jahre arbeitete Martell in Hamburg als Dokumentarfilmproduzent mit einer eigenen Firma.

## Filmografie
- 1920: Das große Geheimnis
- 1921: Die goldene Pest
- 1921/23: Das goldene Haar
- 1936: Gefährliches Spiel
- 1936: Der Zweck heiligt die Mittel
- 1937: Premiere
- 1937: Gauner im Frack
- 1937: La Habanera
- 1938: Der Spieler
- 1938: Frauen für Golden Hill
- 1939: D III 88
- 1939: Dein Leben gehört mir
- 1939: Silvesternacht am Alexanderplatz
- 1939: Die Geliebte
- 1941: Alarm
- 1941: Ohm Krüger
- 1942: Mit den Augen einer Frau
- 1943: I Pagliacci
- 1943: Lache Bajazzo
- 1943: Damals
- 1944/51: Zwischen Herz und Gewissen
- 1945: Das alte Lied
- 1951: Herzen im Sturm
- 1953: Sterne über Colombo
- 1954: Die Gefangene des Maharadscha
- 1959: Der blaue Nachtfalter
- 1962: Nie hab ich nie gesagt

## Regie (Dokumentarfilme)
- 1951: Mathematik der Schönheit
- 1953: Seenot…---…SOS
- 1954: Bau-Nr. 885
- 1954: Stapellauf